# Puente Nuevo (Ronda)
El puente Nuevo es el monumento más emblemático de la ciudad de Ronda (provincia de Málaga, España). Construido entre 1751-1793,  con una altura de 98 metros. Une las zonas histórica y moderna de la ciudad salvando el tajo de Ronda, una garganta excavada por el río Guadalevín.

## Historia

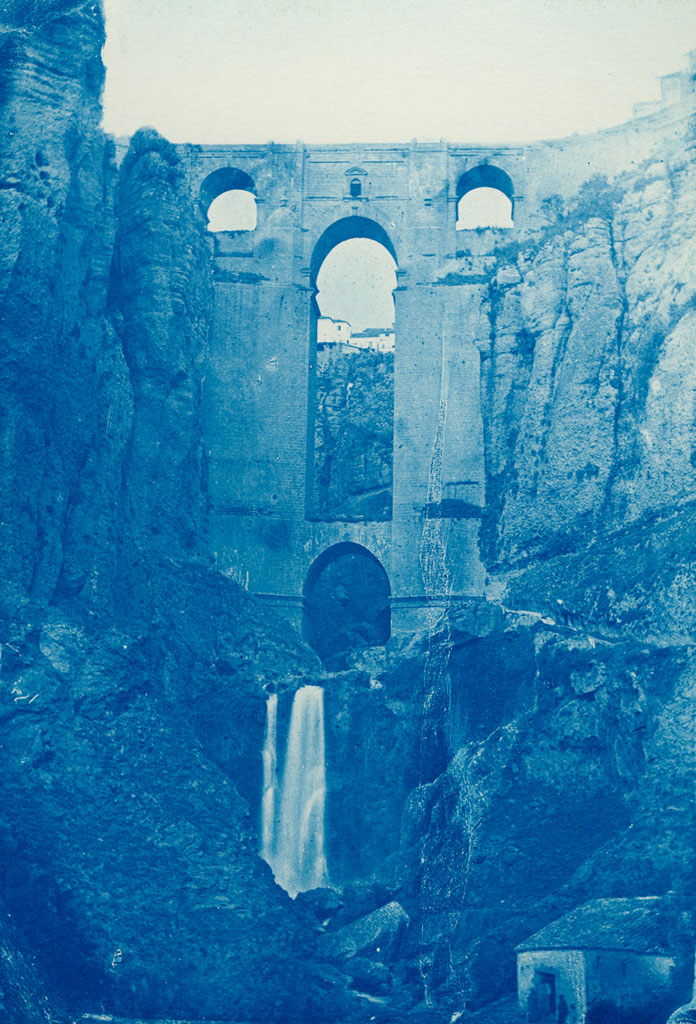
Fotografía del puente Nuevo en 1878.

En 1735 se construyó el primer puente, derrumbándose seis años más tarde y matando a 50 personas. Al parecer la falta de apoyos, el mal cerramiento del arco y la mala ejecución de la obra hicieron que el puente se derrumbara. 
No fue hasta 1751 cuando se decidió emprender la construcción de un nuevo puente. Para sufragarlo hubo que recoger 15 000 reales de la Real Maestranza e imponer un impuesto en la Feria de Mayo. En su realización intervinieron diversos maestros, aunque el más destacado fue José Martín de Aldehuela, quien finalizó la obra. La construcción del puente se inició en 1759 y tardó 34 años en completarse. Finalmente fue inaugurado en mayo de 1793.
El puente Nuevo fue el puente con el vano más alto del mundo desde su construcción hasta 1839, cuando fue superado por el puente de la Caille, en Francia.
En 1917 tuvo lugar un trágico suceso en el puente Nuevo de Ronda cuando un desprendimiento de rocas en la garganta, en plena noche, sepultó literalmente a un total de 15 personas, diez de una misma familia, que se encontraban durmiendo en los molinos que en el fondo del Tajo se situaban para aprovechar la fuerza de la corriente del río Guadalevín.
En el interior del puente hay una cámara sobre el arco central que se utilizó para una variedad de propósitos, incluso como prisión. Se ingresa a la cámara a través de un edificio cuadrado que alguna vez fue la caseta de vigilancia. Hoy en día contiene una exposición que describe la historia y la construcción del puente.
Hoy en día el puente Nuevo, además de mantener su funcionalidad a la hora de unir las dos mitades de la ciudad, es el símbolo de Ronda y el mayor reclamo turístico de la ciudad, visitado por miles de turistas cada año.

## Arquitectura

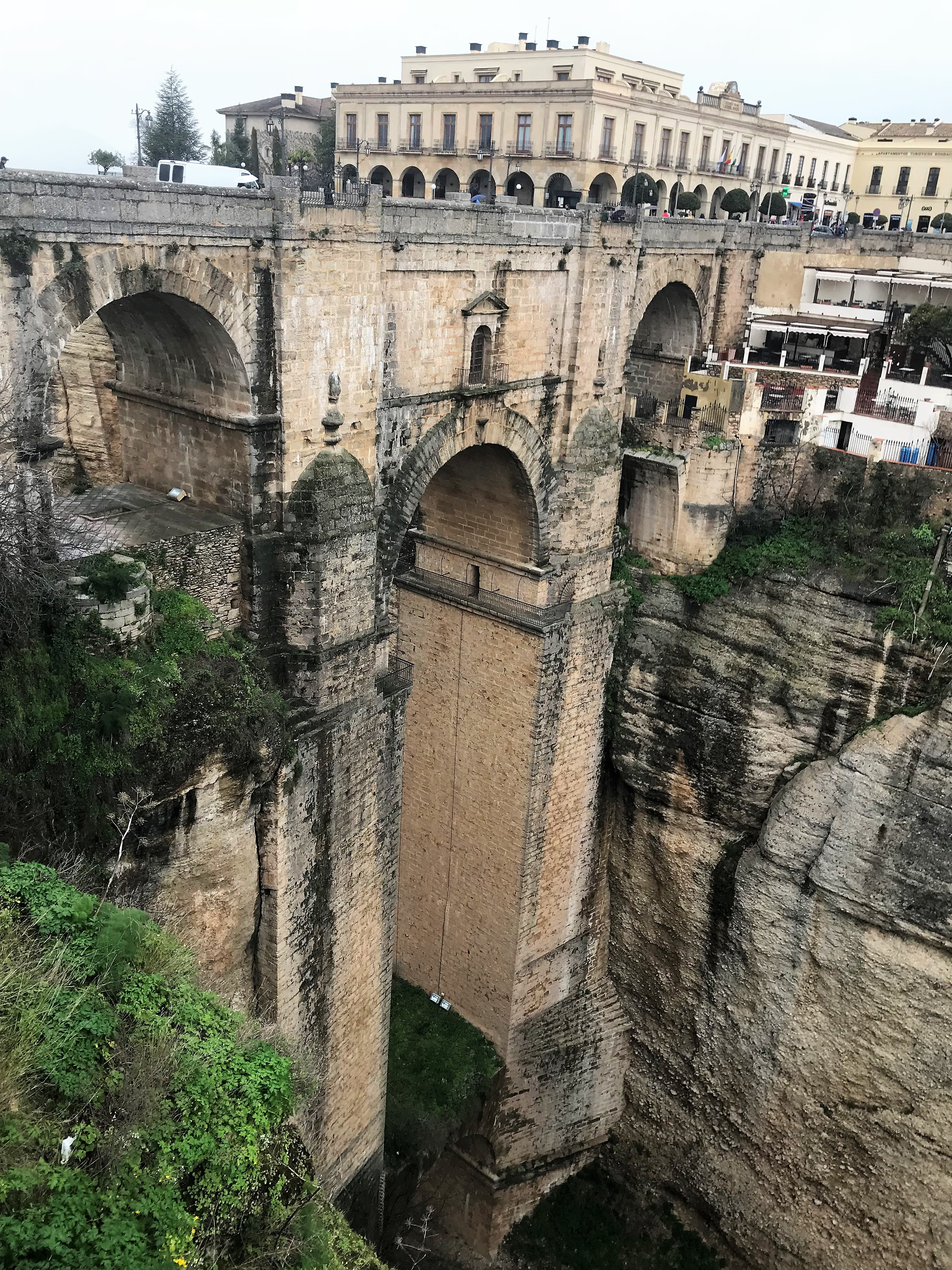
Vista del puente Nuevo hacia el Parador de Turismo.

Se considera una obra maestra de ingeniería con unas características únicas en el mundo. Mide 98 de altura y 70 m de longitud. El arco tiene una luz de 14 m, la altura del puente es de 48 m y debajo de éste hay otro arco de 24 m de altura que está sobre una cortadura de 33 m. 
A raíz del trágico colapso del antiguo puente, se optó por un diseño singular primando la seguridad del nuevo puente. En este sentido, se desechó la posibilidad de saltar con un único arco de 35 metros y se decidió una solución más conservadora, un arco más pequeño, de 15 metros de diámetro.
El diseño del puente de Ronda consistió en macizar el barranco para poder construir un arco de tan solo 15 metros, bajando los apoyos del arco 100 metros más abajo, hasta apoyar en el cauce del río. 
De sillería de piedra arroyo del toro, también conocido como "Piedra de Ronda", el puente presenta un arco central de medio punto apoyado en otro más pequeño por el que transcurre el río. En la parte superior, se encuentran las dependencias del puente que, en otros tiempos, fueron utilizadas como prisión, a cuyos lados se abren otros dos arcos, también de medio punto, que sostienen la estructura que soporta la calle. Más tarde funcionó como mesón y actualmente, es un centro de interpretación del entorno y la historia de la ciudad.
Con la construcción del puente se consiguió un efecto mímesis, pues el puente parece un elemento natural de la roca. El color se diluye con el de las paredes del acantilado, ya que el material utilizado se extrajo del fondo de la garganta del río.
El puente Nuevo tuvo gran trascendencia en el desarrollo de Ronda, y también se adueñó de su imagen. Está considerado por los expertos como un mal ejemplo de solución estructural, con exceso de material y de muy cara construcción pero, quizás por eso o a pesar de ello, ha disfrutado de gran reconocimiento.

## Rodajes
El puente Nuevo de Ronda aparece en diversas escenas de la serie Warrior Nun, estrenada en 2020 en Netflix.